# Inez van Lamsweerde

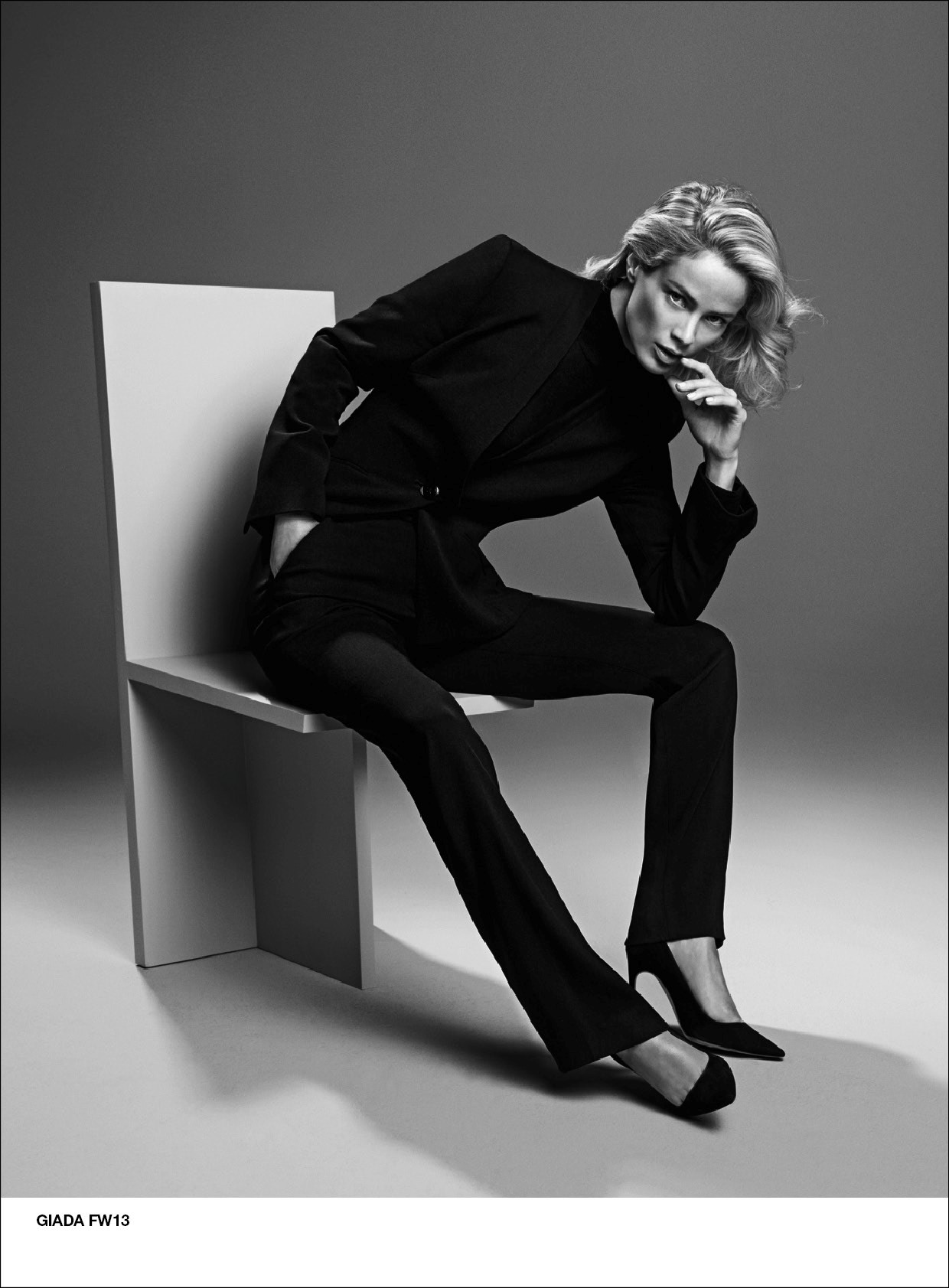
Advertentiecampagne van Giada in 2013

Inez Chantal Maria van Lamsweerde (Amsterdam 25 september 1963) is een Nederlandse kunstfotografe. Ze is dochter van Clementine van Lamsweerde en een telg uit het geslacht Van Lamsweerde. Ze kreeg haar opleiding aan de modeacademie in Amsterdam en aan de Rietveld Academie (1985-1990). Ze is vooral bekend door haar digitaal bewerkte fotoseries waaronder Thank you thighmaster en Final Fantasy, die zijn opgenomen in de collecties van verschillende musea.
Van Lamsweerde maakt veel opdrachten en kunstwerken samen met haar man Vinoodh Matadin. Samen bewegen ze zich tussen de modefotografie en kunstfotografie. Van Lamsweerde regisseerde drie videoclips voor de IJslandse popzangeres Björk. Ook regisseerde zij samen met Vinoodh de videoclip voor FourFiveSeconds van Rihanna, Kanye West en Paul McCartney.

## Werk in openbare collecties (selectie)
- Groninger Museum
- Museum Boijmans Van Beuningen, Rotterdam[2]
- MOMA, New York